# Eileen Collins
Pour les articles homonymes, voir Collins.
 (novembre 2020).
Si vous disposez d'ouvrages ou d'articles de référence ou si vous connaissez des sites web de qualité traitant du thème abordé ici, merci de compléter l'article en donnant les références utiles à sa vérifiabilité et en les liant à la section « Notes et références ».
Eileen Marie Collins dite Mom, née le 19 novembre 1956 à Elmira (État de New York), est une astronaute américaine. Elle est la première femme à piloter une navette spatiale lors de la mission STS-63 en 1995.

## Biographie
Dès son enfance, Eileen Collins rêve de devenir pilote et d’aller dans l’espace. D’origine modeste, elle travaille dur afin d'obtenir une bourse d’étude et se payer des cours de pilotage.
En 1979, munie d’un diplôme de mathématiques et d’économie, elle est admise sur la base de l’US Air Force de Vance (Oklahoma) où elle obtient son brevet de pilote avant de devenir instructrice de vol. En 1982, elle est affectée à la base de Travis (Californie) où elle rencontre son mari. En 1986, elle rentre à l’académie de l’air américaine (Colorado) où elle devient pilote d’essai tout en continuant son métier de pilote-instructrice. La même année elle obtient un « master of science degree in operations research » dans la prestigieuse université Stanford.
Elle intègre le corps des astronautes de la NASA en 1991.
Comme beaucoup d’astronautes, Eileen Collins est passionnée d’exploration et de conquête spatiale et elle croit en l’avenir du tourisme spatial. Ses hobbies sont le golf, la course à pied, la lecture, la photographie et l’astronomie.

## Vols réalisés

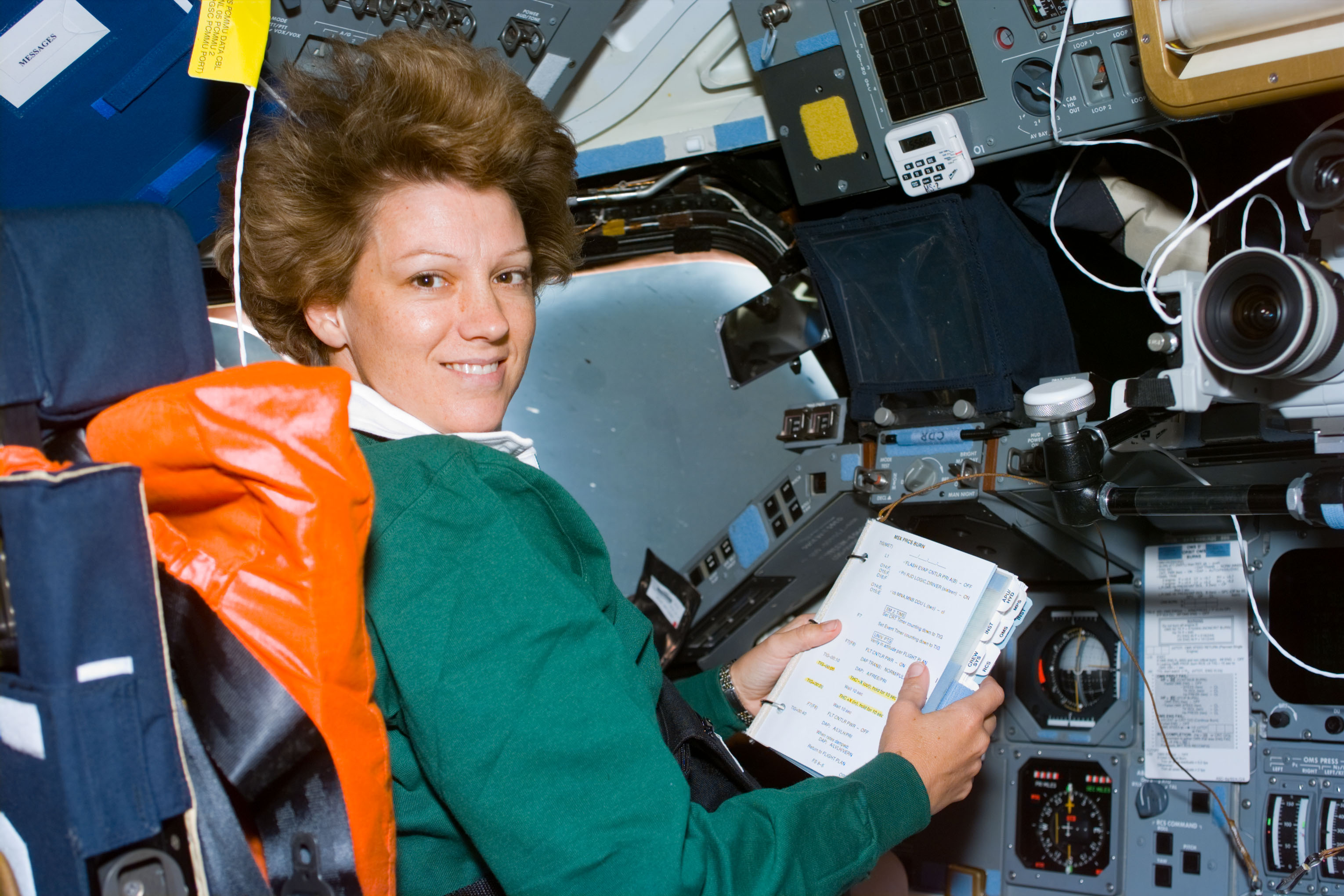
Eileen Collins travaillant à bord de Columbia (navette spatiale) préparant la mise en place de Chandra (télescope spatial) en 1999.

En 1995, Eileen Collins devient la première femme à piloter une navette spatiale lors de la mission STS-63 qui inclut un rendez-vous avec la station spatiale Mir, station qu’elle retrouvera plus tard lors d’une mission de ravitaillement en 1997.
Elle pilote également la mission STS-84, le 15 mai 1997.
En 1999, lors de la mission de déploiement du télescope spatial à rayons X Chandra (mission STS-93), elle devient la première femme à prendre le commandement d’une mission de la navette. Cette femme que l’on dit discrète a acquis le surnom d’« Eileen, le roc » lors de cette mission. En effet son sang froid a permis de sauver la mission compromise par la panne de deux ordinateurs et une fuite d’hydrogène : « Je n'ai pas de nerfs, pas d'émotion et ne ressens pas de tension (...), j'ai un vaisseau spatial de deux milliards de dollars entre les mains et je ne pense à rien d'autre ».
En juillet 2005, elle est à nouveau commandant d’équipage, cette fois de la mission « retour en vol » (STS-114) de Discovery, 1er vol de navette depuis le tragique accident de la navette Columbia en février 2003.

## Hommage
- 1995 : cérémonie d'admission au National Women's Hall of Fame[1].